# I condannati di Messina
I condannati di Messina (Exiled from Earth) è un romanzo di fantascienza dello scrittore statunitense Ben Bova pubblicato nel 1971.
Il romanzo, considerato narrativa per ragazzi, appartiene a una trilogia dedicata alla colonizzazione dello spazio da parte di un gruppo di ingegneri genetici esiliati dalla Terra per evitare che le loro scoperte turbino il precario equilibrio sociale nel mondo.

## Storia editoriale
Il romanzo è stato pubblicato per la prima volta sulla rivista Galaxy Science Fiction in due puntate uscite nei numeri di gennaio e febbraio del 1971, ristampato poi nell'ottobre dello stesso anno in edizione paperback.
Nel 1980 viene inclusa nella raccolta L'astronave dell'esilio (The Exiles Trilogy) contenente tutti e tre i romanzi del ciclo degli esiliati: oltre a I condannati di Messina, L'astronave dei ventimila (Flight of Exiles) e Ritorno dall'esilio (End of Exile). L'antologia in Italia viene pubblicata nel 1981 con il titolo L'astronave dell'esilio.

## Trama
(Ben Bova, I condannati di Messina)
Nel ventiduesimo secolo la Terra è sovrappopolata e le metropoli preda della criminalità e del degrado. Il Governo Mondiale, con sede nella città di Messina, da trent'anni è impegnato a ristabilire l'ordine. L'equilibrio instabile del pianeta non permette innovazioni tecnologiche o progressi in campo scientifico che potrebbero modificare lo status quo e creare disordine tra i venti miliardi di abitanti del pianeta. Il Presidente Generale accetta la proposta del Consiglio dei Ministri e ordina la chiusura di tutti i laboratori di genetica e l'arresto dei ricercatori.
Lou Christopher è un tecnico informatico, esperto programmatore di Ramo, il potente computer utilizzato dal più importante centro di ricerca genetica mondiale con sede ad Albuquerque, nel Nuovo Messico. Quando la polizia gli si presenta a casa per arrestarlo senza formulare accuse formali, teme il peggio. Deportato a New York nella sede dell'ONU, riesce a fuggire rischiando la vita in una città assediata da violente bande di adolescenti. Lo aiuta nella fuga Felix, il capo di una banda, i "Gatti Selvaggi", antagonisti della gang dei "Piedipiatti". Lou riesce a partire con un volo per Albuquerque; prima di partire Felix gli rivela di essere in realtà un incaricato del Governo in incognito, impegnato in un lungo progetto di recupero dei giovani dalla criminalità. Nel Nuovo Messico Lou trova il laboratorio deserto, fatta eccezione per la presenza di "Grande George", un gorilla senziente geneticamente modificato e capace di parlare. Interrogando il computer Ramo, ancora attivo, Lou apprende che il laboratorio è stato chiuso dal Governo e gli scienziati arrestati. Improvvisamente la polizia, avvisata da Ramo stesso, irrompe nel laboratorio. Fortunosamente Lou riesce a fuggire a casa della fidanzata Bonnie, anche lei impiegata al centro come aiuto programmatrice. Bonnie apprende da Lou i particolari della rischiosa fuga e, in un momento di distrazione dell'uomo, riesce ad avvisare la polizia, convinta così di mettere al sicuro il fidanzato da ulteriori pericoli.
Lou viene condotto a Messina, sede del Governo Mondiale dove incontra il Ministro della sicurezza, Vassily Kobryn. Dal politico viene a sapere che il Governo ha deciso di esiliare sine die su di una stazione orbitale tutti i biochimici, i genetisti e alcune altre categorie di scienziati, ritenendo le loro ricerche pericolose per l'equilibrio mondiale. Lasciando Messina Lou viene contattato da un altro politico, il Ministro delle Finanze Rolf Bernard che, contrario alla decisione dei coleghi, ha allestito in un'isola tropicale un centro di ricerca segreto e propone a Lou di collaborare al progetto trasferendosi sul posto. L'uomo accetta e chiede che anche Bonnie venga trasferita sull'isola, cosa che ben presto avviene.
Lou, Bonnie e il collega e amico Anton Kori, ben presto scoprono che il vero piano del Ministro è quello di impossessarsi del potere con un colpo di Stato militare, impiegando armi biologiche, chimiche e nucleari sviluppate nel centro di ricerca diretto dall'equivoco Donald Marcus. Quando Lou intuisce che il Grande George, trasferito anche lui sull'isola, sarebbe stato usato per testare un nuovo tipo di arma genetica che lo avrebbe reso idiota, trova il modo di avvisare il Governo. Facendo esplodere una bomba atomica di limitata potenza preparata da Kori mettono in allarme una rete di satelliti spia e ad attirare sull'isola le truppe governative. il piano di Bernard e di Marcus viene sventato ma durante gli scontri il Grande George viene colpito da un proiettile e muore. La gratitudine del Presidente Generale tuttavia non sospende l'esilio e Lou e Kori vengono inviati sulla stazione spaziale mentre Bonnie, le cui limitate competenze non sono ritenute pericolose dal Governo, può scegliere se trasferirsi nello spazio oppure no. I due scienziati sulla stazione rincontrano i loro colleghi relegati nello spazio con le loro famiglie che, senza stimoli intellettuali e senza un futuro, sono patologicamente depressi. Bonnie inizialmente raggiunge Lou sulla stazione ma, non riuscendo a sopportare la mancanza di libertà, decide di abbandonare il fidanzato per ritornare sulla Terra, ben sapendo di non poter più fare ritorno sulla stazione. La svolta arriva quando Lou, ha accesso ai dati trasmessi della sonda spaziale Starfarer lanciata dalla Terra trent'anni prima. La sonda è giunta su Alfa Centauri ed ha individuato la presenza di pianeti uno dei quali probabilmente abitabile. Lou propone agli esiliati di trasformare la stazione in un'astronave generazionale, di abbandonare l'orbita della Terra per dirigersi verso la lontana stella. La proposta è osteggiata da molti ma viene messa ai voti e approvata dalla maggioranza dei settemila abitanti, entusiasti di aver trovato un nuovo scopo di vita. Il Governo accetta di aiutare gli scienziati ad attuare l'ambizioso ma pericoloso progetto, pur di liberarsi per sempre della loro presenza. Iniziano i lavori che porteranno gli esiliati verso le stelle.

## Personaggi
Louis "Lou" ChristopherIl protagonista del romanzo, tecnico informatico esperto nella programmazione degli elaboratori utilizzati in campo genetico. Non accetta di essere esiliato e cerca di opporsi alla sentenza in vari modi.
Bonnie SterneLa collaboratrice di Lou e sua fidanzata. Lo denuncia alla polizia credendo di risparmiagli così ulteriori pericoli. Seguirà suo malgrado l'uomo nelle successive peregrinazioni ma non accetterà di condividerne l'esilio nello spazio.
Vassily KobrynIl Ministro della Sicurezza del Governo Mondiale.
Il Presidente GeneraleL'anziano Capo del Governo Mondiale. A malincuore decide di esiliare tutti i genetisti su di una stazione orbitale per non sconvolgere il delicato equilibrio sociale in una Terra sovrappopolata.
FelixIl capo della gang giovanile dei Gatti Selvaggi di New York. Salva Lou dalla banda avversaria dei Piedipiatti e lo aiuta a ritornare ad Albuquerque. È in realtà un educatore del Governo in incognito, impegnato in un progetto a lunga scadenza per il recupero dei giovani.
Adrian KaufmanIl direttore dell'istituto di Albuquerque. Dopo l'esilio sulla stazione orbitale, ne assume la direzione.
Greg BelsenGiovane e dinamico amico e collega di Louis ad Albuquerque. Dotato biochimico, sulla stazione orbitale si occuperà del progetto di ibernazione dei passeggeri.
Lo scandinavoAgente governativo, messosi sulle tracce di Lou per arrestarlo.
Rolf BernardIl Ministro delle Finanze del Governo Mondiale. Sfrutta a suo vantaggio il lavoro degli scienziati per creare armi da usare in un colpo di Stato.
Anton KoriCollega di Lou e scienziato missilista. Lo aiuta a rovinare i piani del Ministro Bernard contro il Governo.
Donald MarcusIl direttore del centro di ricerca segreto messo in piedi dal Ministro delle Finanze golpista Barnard.

## Edizioni
- (EN) Ben Bova, Exiled from Earth (parte 1 di 2), in Galaxy Science Fiction, vol. 31, n. 2, gennaio 1971.
- (EN) Ben Bova, Exiled from Earth (parte 2 di 2), in Galaxy Science Fiction, vol. 31, n. 3, febbraio 1971.
- (EN) Ben Bova, Exiled from Earth, 1ª ed., 1971.
- Ben Bova, I condannati di Messina, traduzione di Bianca Russo, Collana Urania n.601, Mondadori, 1972,  p. 176.
- Ben Bova, I condannati di Messina, in L'astronave dell'esilio, traduzione di Bianca Russo, Biblioteca di Urania n.9, Mondadori, 1981,  p. 458.